# Disk Detective

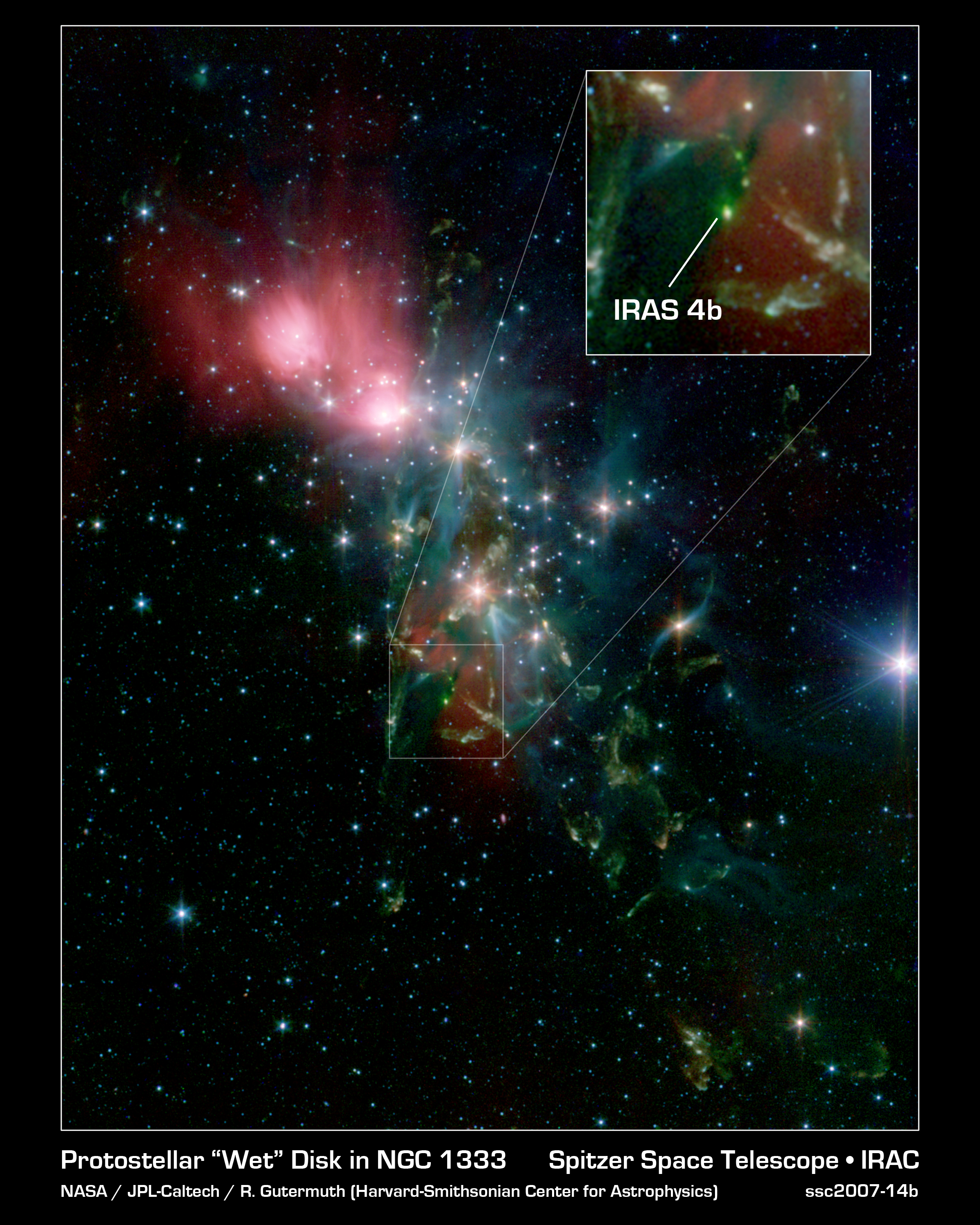
Um disco pre-planetário de poeira em torno de uma estrela embrionária chamada NGC 1333-IRAS 4B

Disk Detective é um site da NASA convidando o público à participação informada, consciente e voluntária de milhares de pessoas para ajudar os astrônomos a descobrir sistemas planetários embrionários escondidos entre os dados coletados pelo Wide-field Infrared Survey Explorer (WISE) da agência espacial.
A participação do público na pesquisa científica é um tipo de crowdsourcing conhecido como ciência cidadã. Ele permite ao público fazer contribuições críticas nos campos da ciência, tecnologia, engenharia e matemática através do recolhimento, análise e partilha de uma vasta gama de dados. A NASA usa a ciência cidadã para envolver o público na resolução de problemas de marcar berçários planetários. Para esse projeto, a NASA se juntou com o Zooniverse e conta com uma colaboração enorme de cientistas, programadores de software e educadores que desenvolvem e gerenciam coletivamente projetos de ciência cidadã na Internet. O resultado desse esforço combinado é o Disk Detective.